# 베이컨 아이스크림

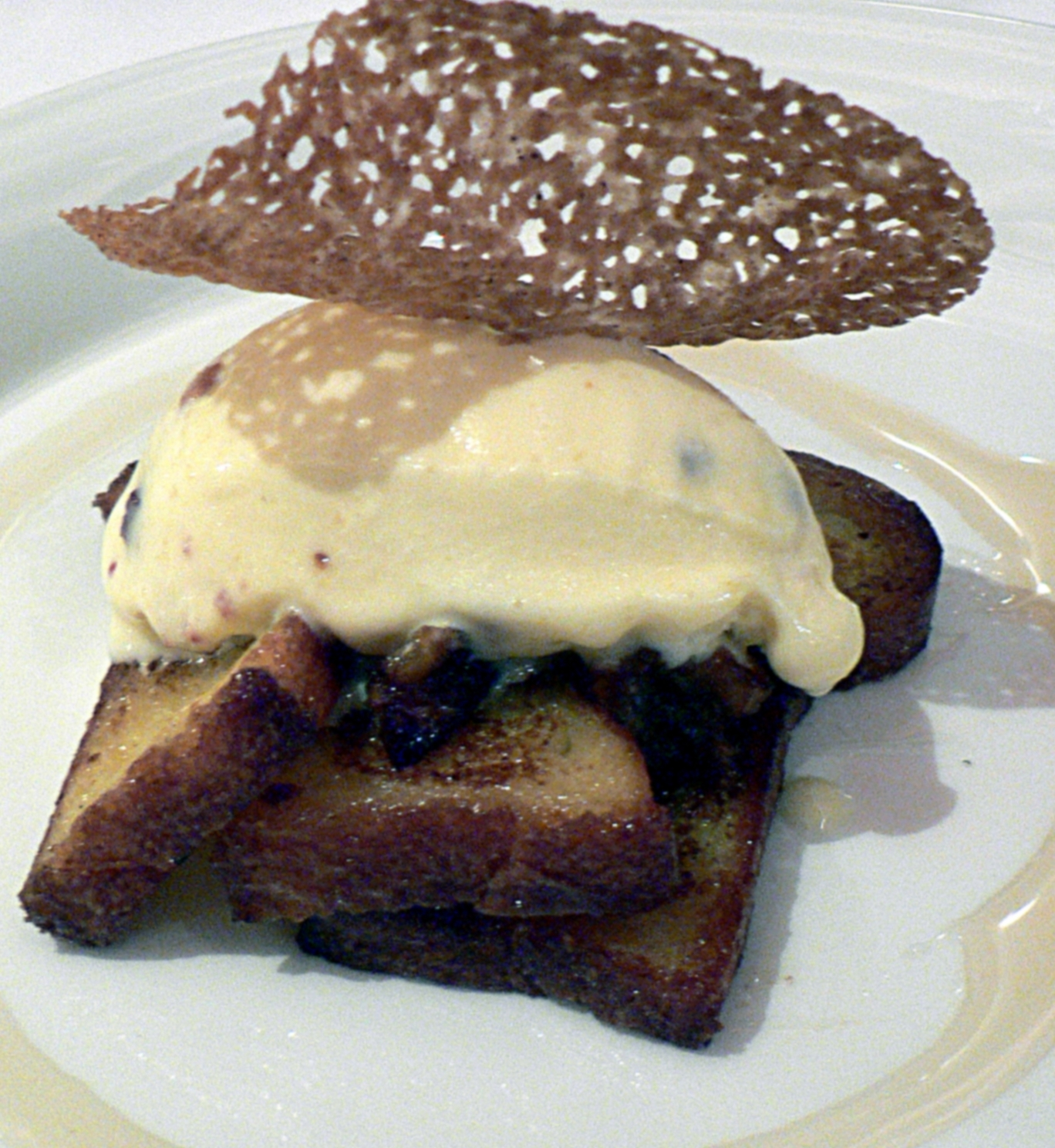
베이컨 아이스크림과 프렌치 토스트, 메이플 시럽, 계피 튀일

베이컨 아이스크림(bacon ice cream) 또는 베이컨-앤-에그 아이스크림(bacon-and-egg ice cream)은 일반적으로 베이컨을 달걀 커스터드에 추가하고 혼합물을 얼려서 만드는 아이스크림이다. 베이컨 아이스크림의 개념은 1973년 영국 코미디 시리즈 더 투 로니스의 한 스케치에서 농담으로 시작되었다. 이 아이스크림은 1992년 뉴욕의 한 아이스크림 가게에서 만우절을 위해 실제로 만들어졌다. 2000년대에 영국 셰프 헤스턴 블루먼솔은 아이스크림을 실험하여 달걀 스크램블과 유사한 커스터드를 만들고 베이컨을 추가하여 그의 대표적인 요리 중 하나를 만들었다. 이제 이 아이스크림은 다른 레스토랑의 디저트 메뉴에도 등장한다.

## 기원
아이스크림은 일반적으로 후식으로 먹는 단 음식으로 여겨지지만, 빅토리아 시대에 짭짤한 아이스크림을 먹었다는 증거도 있다. 베이컨 아이스크림은 1973년 더 투 로니스의 "아이스크림 가게 스케치"에서 아무도 자발적으로 먹지 않을 맛으로, 즉 농담으로 시작되었다. 이 스케치에서 고객은 치즈와 양파 맛 아이스크림을 주문한 다음 훈제 베이컨 맛을 주문한다.

1992년, 뉴욕주 프레도니아의 올드리치스 비프 앤드 아이스크림 가게에서 만우절 실험으로 베이컨-앤-에그 아이스크림이 만들어졌다. 10년 전, 공동 소유자 스콧 올드리치는 그레이비 판매원으로부터 소고기 그레이비 아이스크림을 만들라는 도전을 받았고, 그는 1982년 만우절에 그렇게 했다. 비록 "가장 역겨운" 작품으로 보도되었지만, 올드리치스는 만우절에 다른 특이한 맛들을 출시했다. 예를 들어 "초콜릿 스파게티 아이스크림"(줄리아 올드리치의 많은 기여 중 첫 번째), "케첩과 머스터드 스월", "돼지고기와 콩" 또는 1991년 "자우어크라우트와 바닐라" 등이 있다. 1992년에는 15 미국 갤런 (57 l; 12 imp gal)의 베이컨-앤-에그 아이스크림을 만들어 맛보고 싶은 사람에게 무료로 주었다. 이 아이스크림은 일반적으로 긍정적인 평가를 받았다. 1992년, 빅토리아 에드버킷은 다음과 같이 보도했다.
역겨운 이름에도 불구하고, [올드리치스의] 장난스러운 맛 대부분은 맛있다고 그는 말했다. 베이컨과 달걀은 약간 견과류 맛이 나는 바닐라 같지만, 때로는 얇은 달걀노른자의 희미한 맛이 느껴지기도 한다.
2003년, "어더 딜라이트"라는 아이스크림 가게가 델라웨어주 레호보스 비치에 문을 열었다. 이 가게는 "엉뚱한" 아이스크림 맛을 전문으로 했다. 수상 경력에 빛나는 땅콩버터 앤드 젤리 아이스크림과 같은 다른 맛들 외에도, 그들은 버터 피칸 맛이 나는 베이컨 아이스크림을 만들었다. 주인인 칩 헌은 이 맛을 다른 17가지 맛과 함께 초청 전용 포커스 그룹에 포함시켰는데, 시식자들은 맛에 대한 변경 사항을 제안하고 의견을 제시할 수 있었다.

## 헤스턴 블루먼솔
영국 셰프 헤스턴 블루먼솔은 분자 미식학을 사용하여 특이한 요리를 만든다. 그의 레스토랑인 더 팻 덕은 버크셔주 브레이에 위치하며, 다른 업적과 더불어 미쉐린 3스타를 받았다. 일찍이 2001년에 블루먼솔은 머스터드와 게와 같은 짭짤한 아이스크림 맛을 만들었다. "맛 캡슐화" 개념을 설명하는 기사에서 블루먼솔은 맛이 용액에 분산될 때보다 캡슐화된 상태에서 훨씬 더 강렬하다고 설명했다. 따라서 달걀이 더 많이 익을수록 단백질이 더 많이 뭉친다. 이는 아이스크림 안에 달걀 맛 주머니를 만들어내고, 이는 고객의 입안에서 녹으면서 방출된다.
[블루먼솔의] 베이컨과 달걀 아이스크림은 "맛 캡슐화"에 대한 그의 관심에서 비롯되었다. 이 원리는 뜨거운 물을 마시면서 이빨로 으깬 커피 콩 한 알이 같은 으깬 콩을 물에 녹인 것보다 훨씬 더 커피 맛을 낸다는 것을 의미한다. 어느 날, 그는 그 원리를 사용하여 아이스크림용 달걀 커스터드를 너무 익혀서 거의 스크램블 에그처럼 만들었다. 그는 그것을 퓨레로 만들고 아이스크림을 만들었는데, 엄청난 달걀 맛이 났다... [이는] 특별히 유쾌하지는 않았다. 이때 그는 훈제 베이컨의 달콤한 맛을 달걀 아이스크림에 접목할 수 있는지 알아보기로 결정했다. 정말 효과가 있었다.— 제이 레이너, 옵서버

전통적인 아이스크림은 달걀 커스터드를 얼린 후 맛을 추가한 것이다. 블루먼솔은 달걀 노른자와 설탕을 함께 휘저어 설탕이 노른자의 단백질과 상호작용하여 단백질 네트워크를 형성하게 한다. 전체 물질이 하얗게 변하면 향료를 추가하고 익힌다. 블루먼솔은 혼합물을 저으면서 액체 질소를 사용하여 가능한 한 빨리 냉각시킨다.
블루먼솔의 베이컨-앤-에그 아이스크림은 이제 그의 대표 요리 중 하나가 되었으며, 다른 독특한 맛들과 함께 그에게 "이상한 마법사"라는 명성을 안겨주었고 그의 레스토랑을 음식 애호가들의 자석으로 만들었다. 블루먼솔은 한 가지 포부가 시간적으로 분리된 단계에서 맛이 방출되는 아이스크림을 만드는 것이라고 밝혔다. 예를 들어, 베이컨과 달걀에 이어 오렌지 주스나 차가 나오는 식이다. 맛을 분리하는 기술을 완벽하게 익히면, 그는 홍합에 이어 초콜릿을 시도할 것이다.
2006년 새해 서훈 목록에서 블루먼솔은 음식 서비스에 대한 공로로 대영 제국 훈장 4등급 장교(OBE)를 받았다.

## 레시피

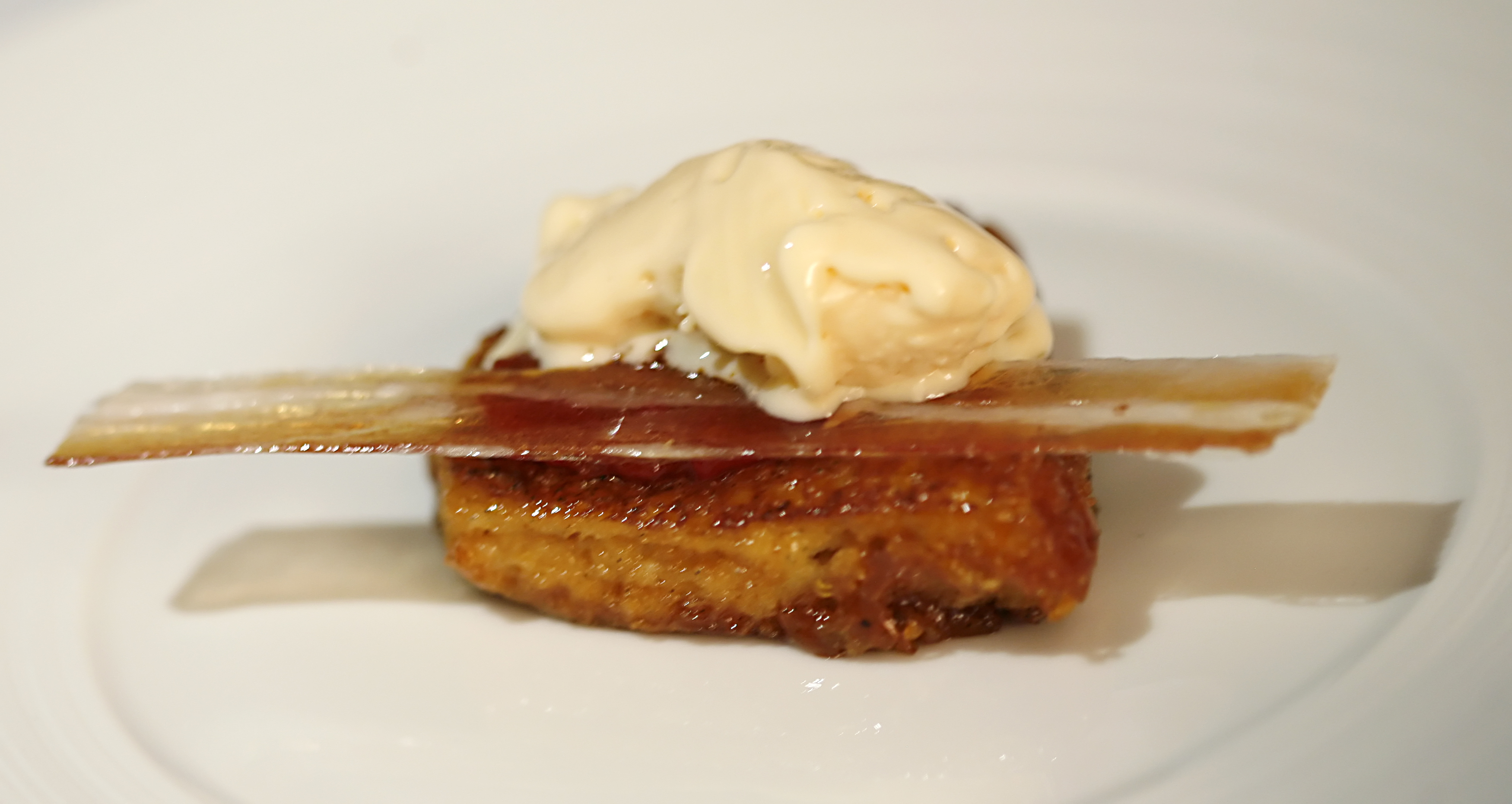
요리에 사용된 베이컨 아이스크림

베이컨 아이스크림은 1992년에 만들어져 2000년대에 유명해졌기 때문에, 전통적인 레시피는 없다. 레시피는 일반적으로 표준적인 단맛 아이스크림 레시피에 베이컨을 추가하는 것을 포함하며, 종종 바닐라를 사용하지만 커피, 럼 또는 피칸도 제안된다. 베이컨의 짠맛은 아이스크림의 단맛을 강조한다. 한 Wired.com 기사에 따르면, 베이컨은 추가하기 전에 브리틀로 만들어야 하는데, 이 과정은 베이컨을 설탕 시럽에 구워야 한다. 이는 미국 일부 지역의 팬케이크와 유사하게 베이컨을 달콤하게 만드는 이점이 있다.

### 헤스턴 블루먼솔 변형
블루먼솔의 레시피는 향료가 없지만 달걀 맛이 나는 아이스크림을 사용한다. 더 빅 팻 덕 쿡북에 실린 레시피에서는 베이컨을 지방과 함께 가볍게 구운 다음 우유에 10시간 동안 우려낸다. 우려낸 혼합물은 달걀과 설탕으로 정밀하게 가열하여 달걀을 과도하게 익혀 "달걀 맛"을 증가시킨 다음 체로 걸러 푸드 프로세서에 넣고 휘저어 얼린다. 아이스크림은 캐러멜화된 프렌치 토스트, 토마토 콩포트, 메이플 시럽으로 굳힌 판체타 한 조각, 그리고 차 젤리와 함께 제공된다.
블루먼솔은 이후 레시피를 업데이트하여 굽기 전에 진공 포장된 봉투에 베이컨을 10시간 동안 담가두는 과정을 추가했다. 또한 얼지 않은 아이스크림을 빈 달걀 껍질에 주입한 다음, 고객의 테이블에서 액체 질소로 극적으로 스크램블하여 요리하는 듯한 인상을 주도록 프레젠테이션을 변경했다.

## 평가
베이컨 아이스크림은 혼합된 평가를 받았다. 단맛과 짭짤한 맛의 조합으로 논란을 일으키도록 고안되었다. 2004년, 경쟁 셰프 니코 라데니스는 미쉐린 시스템이 달걀-앤-베이컨 아이스크림 때문에 블루먼솔을 천재라고 칭송함으로써 "업계에 큰 해를 끼치고 있다"고 생각하며, 독창성만으로는 미쉐린 스타를 받을 자격이 없다고 말했다. 블루먼솔은 라데니스가 언급된 아이스크림을 맛본 적이 없다고 지적했다.
트레버 화이트는 블루먼솔이 새로운 것에 만족하지 못하고 선택의 폭에 의해 버릇없는 식사 문화에 편승했다고 제안하며, 이 음식을 "기형쇼"에 비유했다. 자넷 스트리트-포터는 블루먼솔의 요리가 허세라고 비판했다. 그녀는 그의 더 빅 팻 덕 쿡북에 실린 레시피로 베이컨-앤-에그 아이스크림을 만들려고 시도했는데, 바쁜 작업량 때문에 레시피를 약간 변경하고 적절한 도구가 없을 때는 추측으로 만들었다. 그녀가 묘사한 결과는 메스꺼웠고 "말로 표현할 수 없을 정도로 역겨웠다".
이 아이스크림은 로스앤젤레스 타임스에서 논쟁을 불러일으켰다. 음식 작가 노엘 카터가 베이컨 아이스크림을 완벽하다고 묘사했지만, 건강 섹션에서는 심장 우회 수술 사진과 "베이컨 아이스크림. 좋을 리 없다"는 헤드라인을 실었다. 델라웨어의 "어더 딜라이트" 아이스크림 제조업자인 칩 헌은 베이컨 아이스크림을 가게에 사람들을 끌어들이기 위한 일종의 상술로 만들었다. 그는 고객이 가게의 어떤 맛이든 시식할 수 있도록 허용했기 때문이다. 그는 자신의 맛이 해변의 다른 많은 가게들과 자신을 차별화한다고 생각했고, 많은 사람들이 베이컨 아이스크림을 맛보기 위해 왔다가 다른 것을 사갔다.

## 주목할 만한 사용
베이컨 아이스크림은 최근 몇 년간 다른 셰프들에 의해 재현되었다. 예를 들어, 바르셀로나의 디저트 전문 레스토랑 에스파이 슈크레의 메뉴에 "혁신적"이고 "환상적"이라는 설명과 함께 등장한다. 미국에서는 베이컨이 팬시 푸드 쇼의 디저트 테마 중 하나였다. 2006년, 두 명의 참가자가 리얼리티 시리즈 탑 셰프에서 베이컨 아이스크림 버전을 만들었다. 유명 셰프 밥 블러머는 베이컨 아이스크림으로 텍사스 아이스크림 만들기 대회에서 우승했다. 원래 캔디드 베이컨을 사용할 계획이었지만, 마지막 순간에 베이컨 브리틀 아이스크림으로 변경했다. 셰프 마이클 시몬은 푸드 네트워크의 더 넥스트 아이언 셰프 경연 대회 첫 시즌에서 베이컨 아이스크림을 만들었다. 심사위원 앤드루 놀턴은 그것이 독창적이지 않다고 일축했다. 그러나 시몬은 경연에서 진출하여 결국 우승했다. 버거킹은 2012년 여름 미국에서 캐러멜, 초콜릿, 베이컨 조각, 베이컨 한 줄이 들어간 바닐라 아이스크림인 "베이컨 선디"를 출시했다. 이 제품은 4월에 내슈빌에서 테스트되었다.

## 같이 보기
- 베이컨 요리 목록
- 아이스크림 맛 목록
- 베이컨 선디
- 맥주 아이스크림
- 초콜릿 덮인 베이컨
- 베이컨 열풍
- 2010년대 음식